# نهر بيغنيتز
نَهْر بِيغنيِتز (بالأَلمانِيَّة: Pegnitz Fluss) هُو مَجرى مائِيّ طبِيعِيّ أَلمانِيّ. يَنبِعُ نَهر بِيغنيِتز من بُحيرة تُسِّما ينبُوع الرَّبِيع؛ والَّتِي تُغذِية الجِبال الفرَانكُونيَة؛ في مدِينة بِيغنيِتز في مِنطَقَة بايِرويت التَّابِعة لمُحافظة فرانكُونيَا العُليَا في وِلاَية باڤارِيا في جُمهُوريَّة أَلمَانيَا الاِتّحاديّة؛ ويُوَاصِل النّهر جريانهُ لمَسَافَة 112 كم تقريباً، مُشَكِّلاً في مسَارِهِ عددٍ مِن البحرِيّات، والفُرُوع النَهرِيّة الصغِيرة؛ ومُلتقياً فِي طرِيقة بِعددٍ مِن البلدات والمُدُن الباڤارِيَّة قَبل أَن يصبّ في نَهر رِيغنيِتز في مدِينة فُورَّت في مُحافظة فرانكُونيَا الوُسطَى أو كما تعرُّف بمِيتلَّ فرَآنكنّ.

## صُور

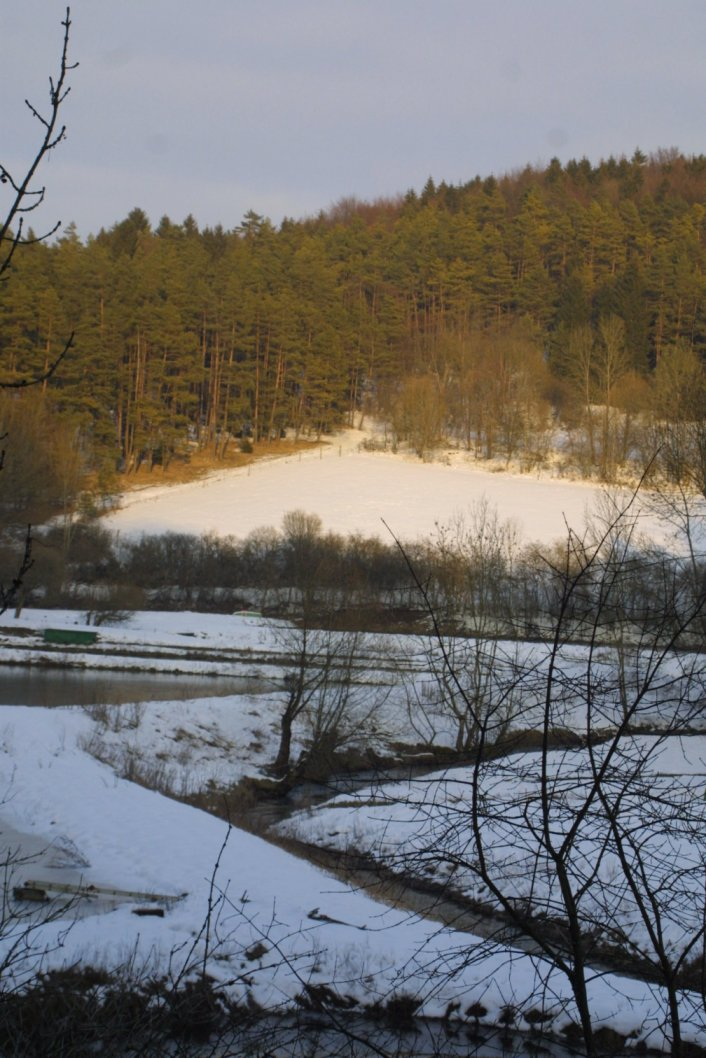
الجِبال الفرَانكُونيَة التي تكوِّن مَنْبَع النَّهر وبُحيرة ينبُوع الرَّبِيع.
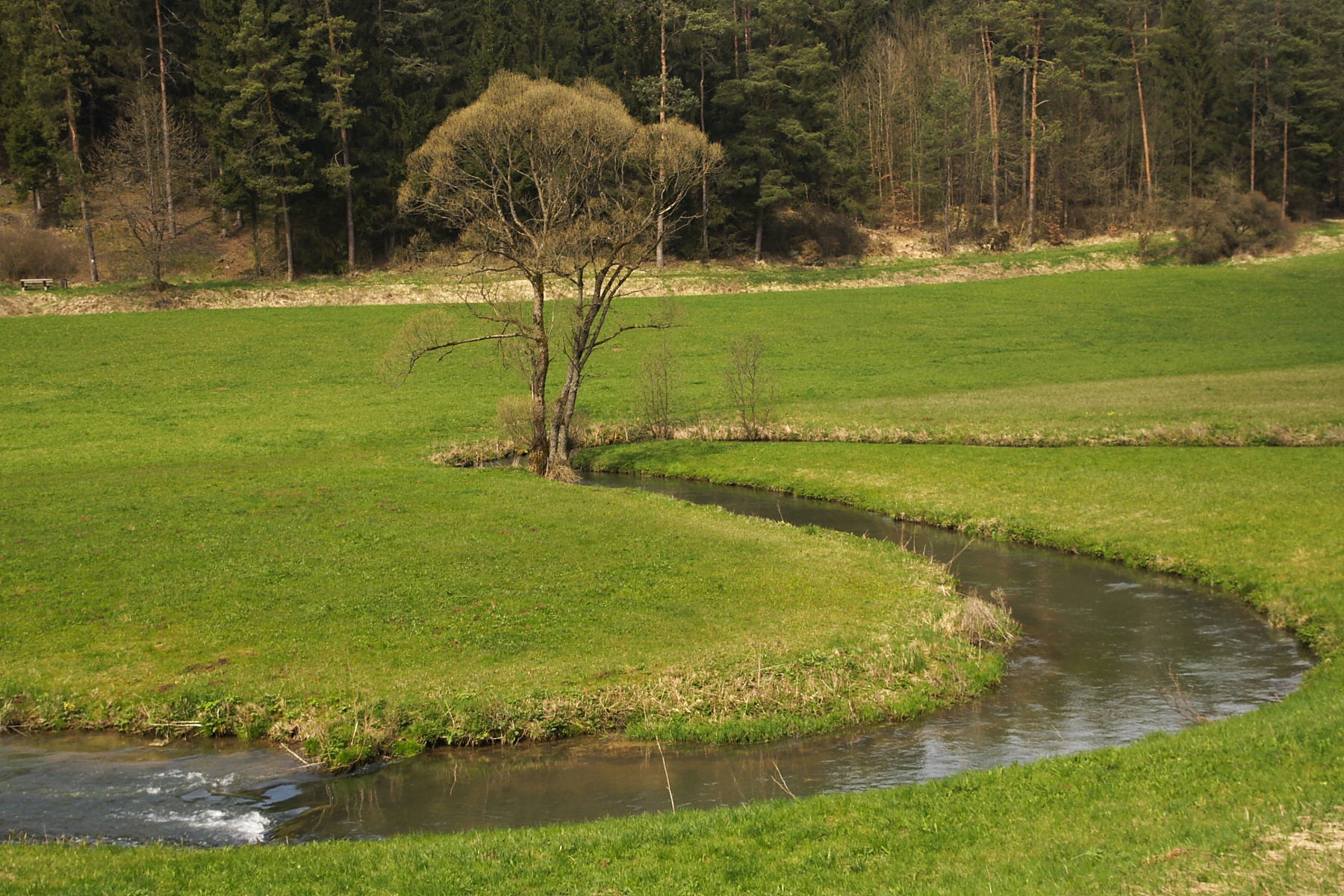
نهر بِيغنيِتز يُوَاصِل جريانهُ في الجِبال الفرَانكُونيَة.
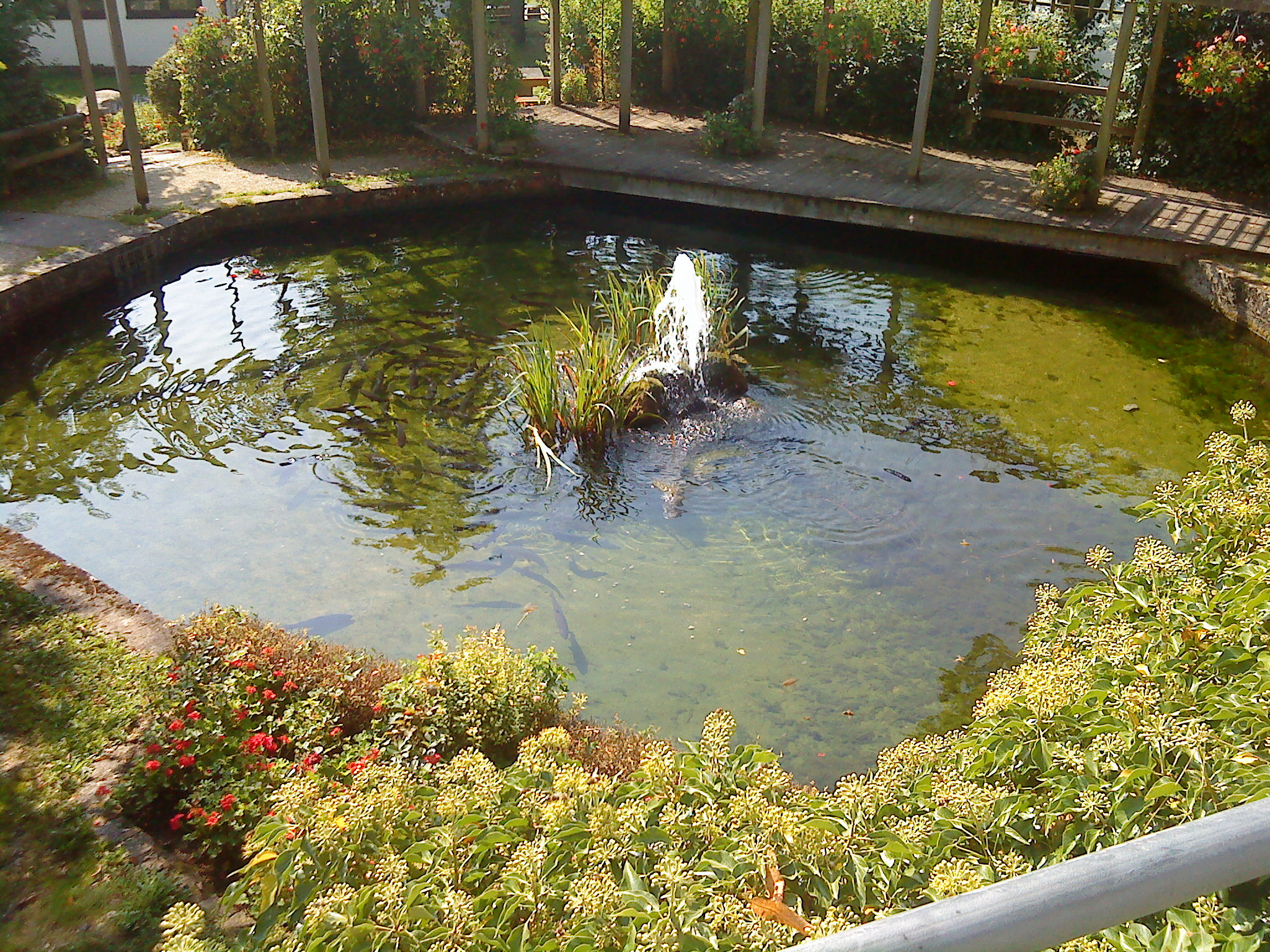
ينبُوع الرَّبِيع.
- عجلة مائِيَّة على نَهر بِيغنيِتز.
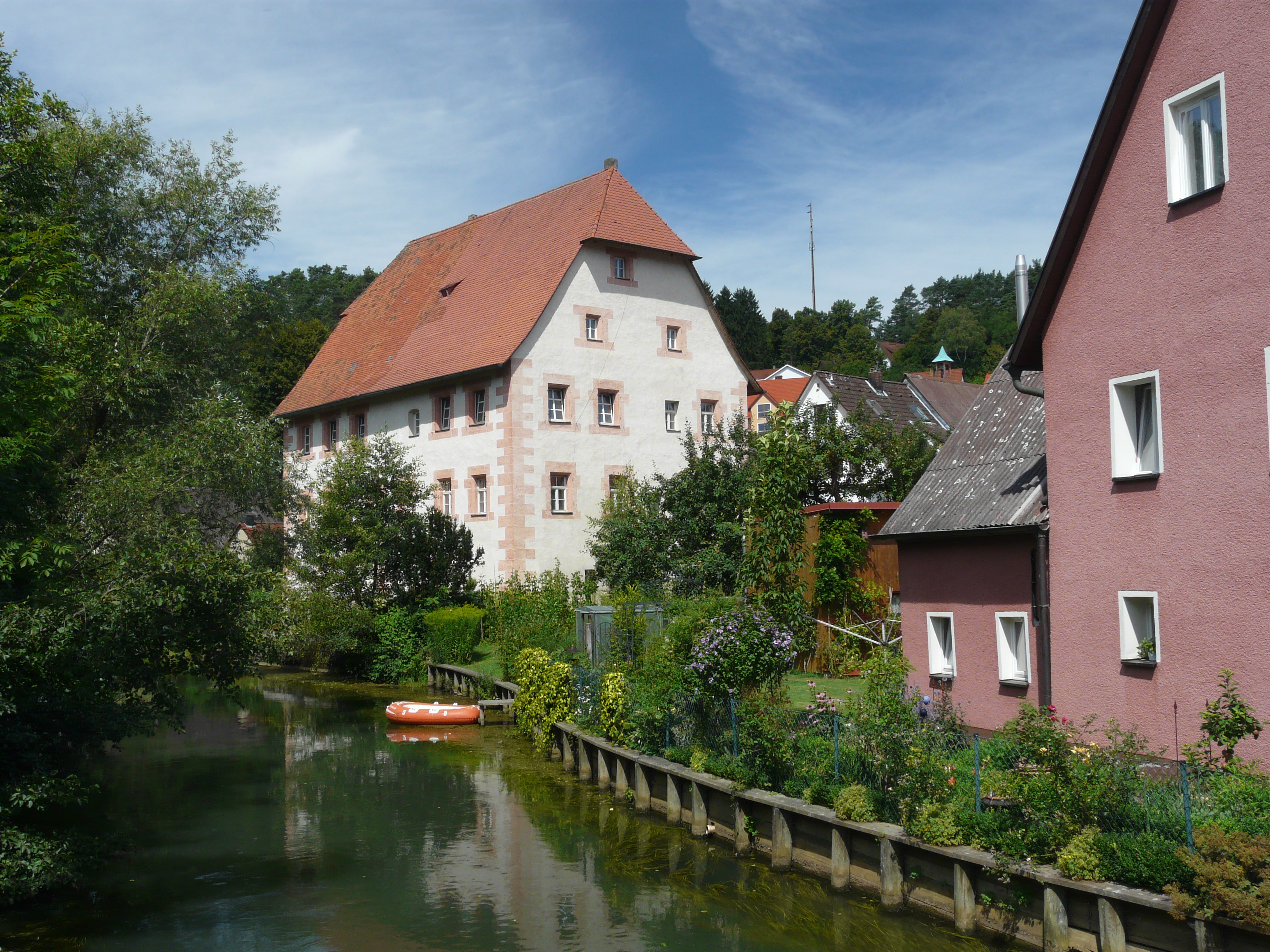
نَهر بِيغنيِتز وَسَط إِحدَى المُدُن الباڤارِيَّة.
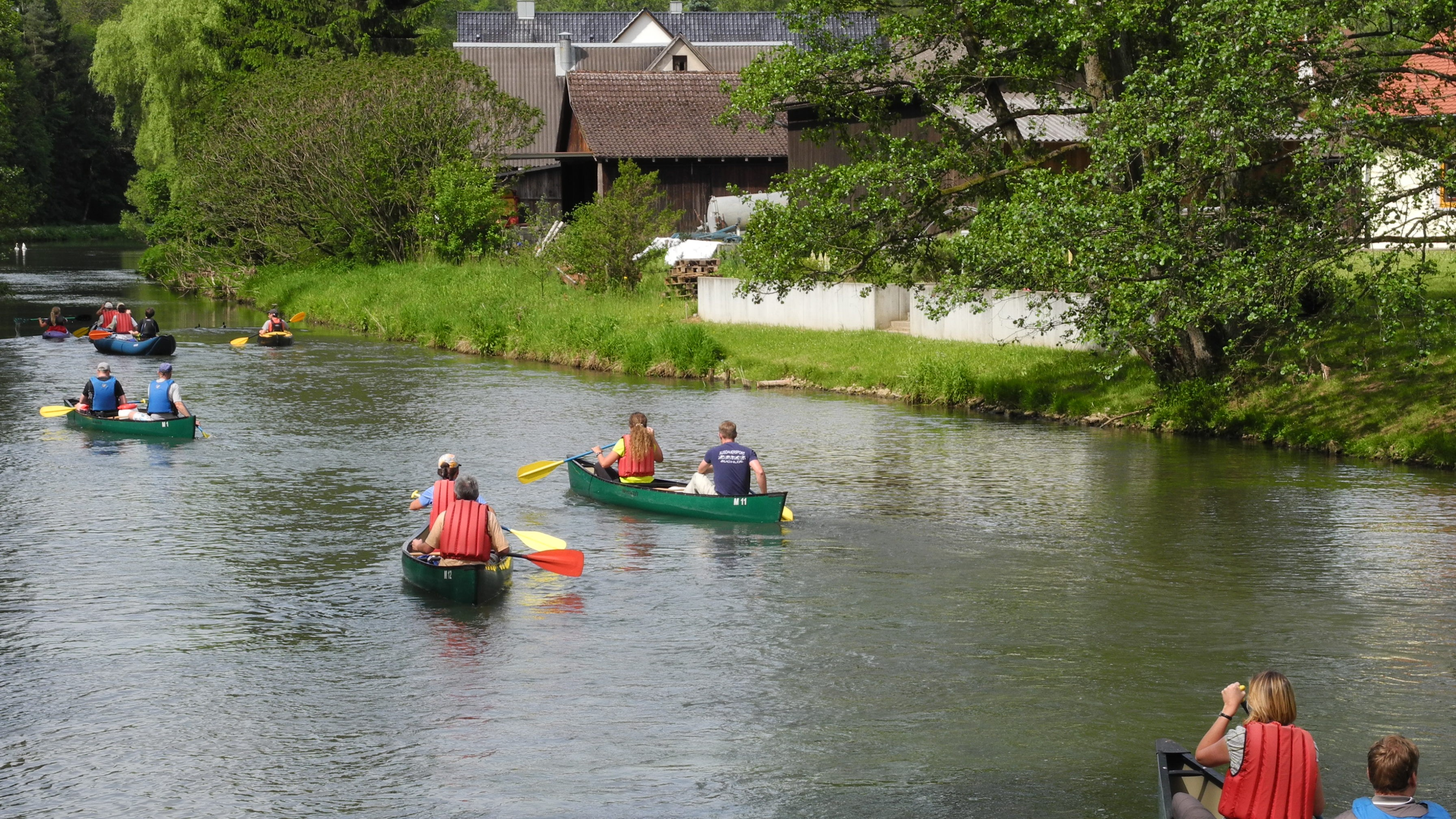
قوارِب الكانُو تُقَل على متنِهَا مُتنزهِين في نَهر بِيغنيِتز.
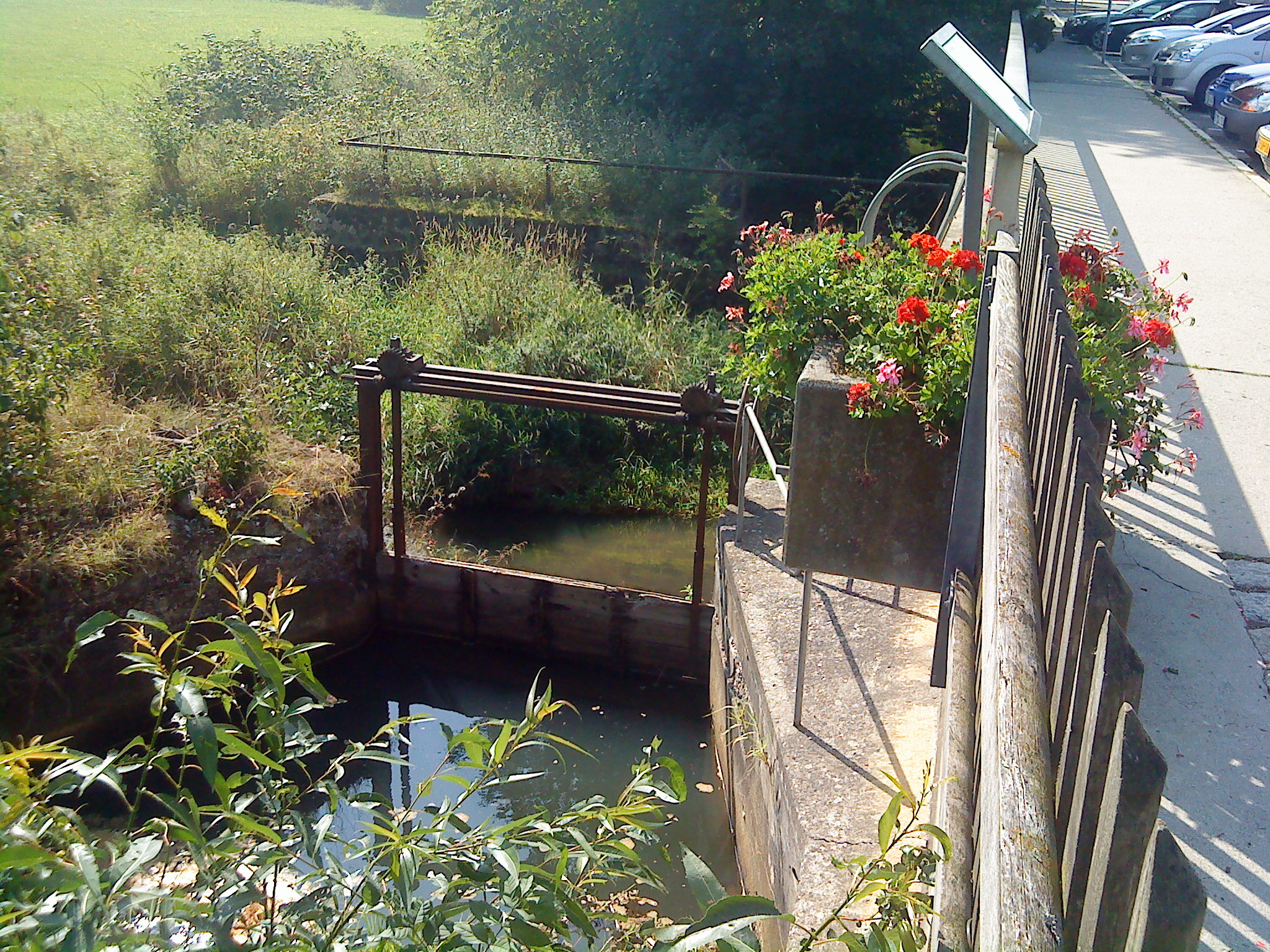
أَزهار على أحد معابِر نَهر بِيغنيِتز.
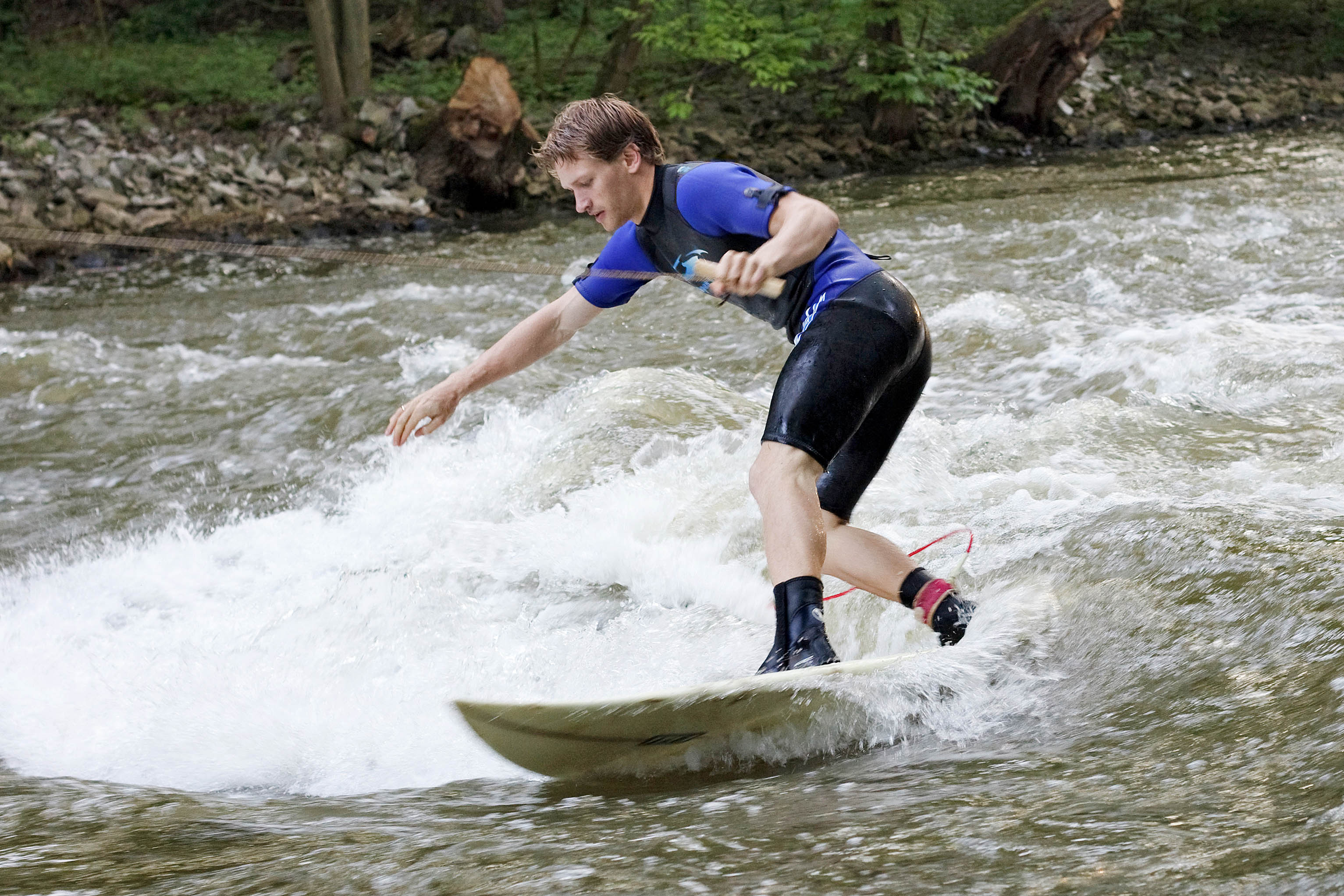
رِياضِيّ يُمارِس رِياضة رُكوب الأَمواج على نَهر بِيغنيِتز.
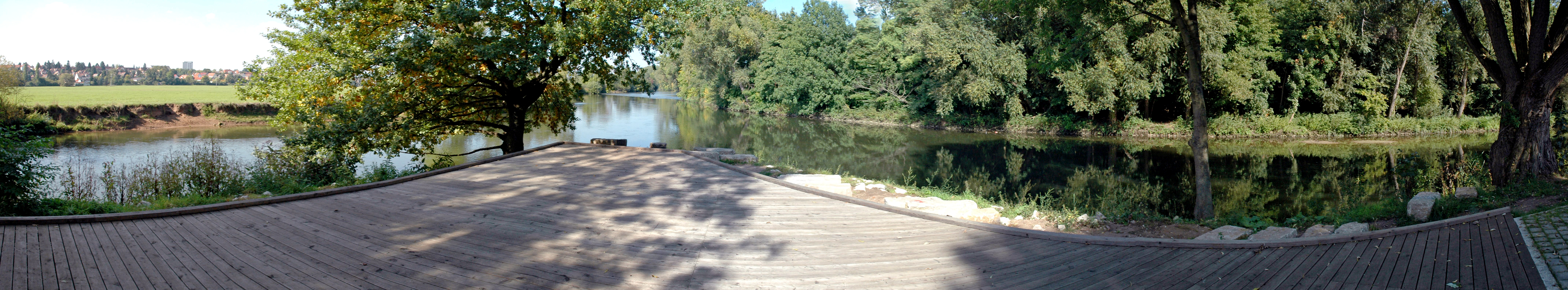
مَصَبّ بِيغنيِتز في نَهر رِيغنيِتز في مدِينة فُورَّت.